# 클래퍼보드

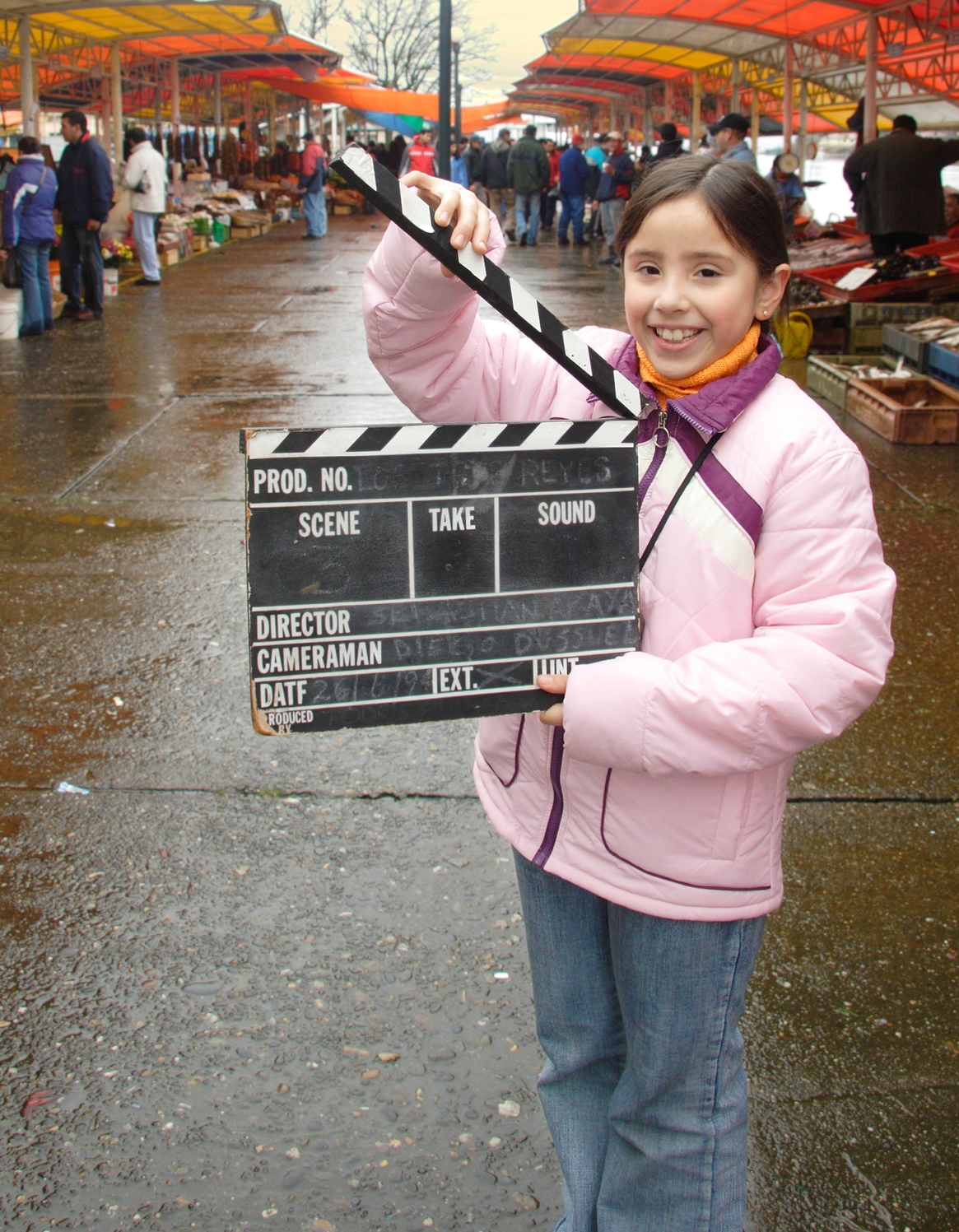
클래퍼보드를 가지고 있는 소녀

클래퍼보드(clapperboard)는 영화나 텔레비전 방송 촬영에 사용하는 도구이다. 슬레이트(slate), 사운드 마커(sound marker)라고도 한다. 영화를 촬영할 때 사용하는 보드로 프로덕션 넘버, 영화감독, 촬영 감독, 날짜, 테이크 넘버 등 정보를 촬영할 때마다 기록한다. 클랩스틱이 서로 마주치며 소리가 난다. 영화감독의 지시에 따라 촬영을 시작하고 슬레이트를 맡은 스태프는 신, 컷, 테이크를 크게 말하고 클랩 스틱을 친다. 이때 영화감독이 액션이라고 다시 외치면 배우들은 행동을 시작한다. 첫 화면에 슬레이트가 촬영된 영상 클립은 영상 편집과 사운드 편집에 유용하게 활용돼서 영상 촬영 시 필요한 과정이다. 영화의 촬영은 스토리의 연극다운 특성을 띤 순서에 따라 순차적으로 이루어지지 않아서 나중에 편집할 때 혼란을 방지하고자 이 표시판에 해당 장면의 내용과 촬영 번호를 적는다. 촬영 현장에서는 영화의 시작 신호로 쓰이고 편집과 녹음에서는 사운드와 이미지를 맞추려는 수단으로서 사용한다.